# Къща музей „Лайош Кошут“
Къщата музей „Лайош Кошут“ е паметник на възрожденската култура от XIX век в Шумен.
Тя е част от структурата на РИМ – Шумен. До 1990 г. е Музей на българо-унгарската дружба „Лайош Кошут“.

## История
През 1849 г., след трагичния завършек на Унгарската национална революция, в Шумен пристига голяма група унгарски и полски емигранти. Сто години по-късно, през 1949 г. домът на хаджи Димитраки Хаджипанев, в който отсяда емигрантският политически водач Лайош Кошут, е превърнат в едноименна къща музей.

## Изложба
Къщата е богата, чорбаджийска и е строена през 30-те години на ХІХ век, източно от оживената чаршия Араста. Счита се за един от най-оригиналните паметници на възрожденската архитектура в Шумен. Интерес предизвиква скривалището изградено вътре в къщата, с два изхода, водещи към двата изхода на самата сграда. Запазен е работният кът в стаята на Кошут. Уредената в къщата експозиция и установените контакти с Националния музей в Будапеща разясняват събитията от 1848/49 година и борбата за национална независимост на Унгария. В двора на къщата е уредена експозицията „1000 години българо-унгарски културни връзки“. В къщата музей често гостуват изложби, провеждат се пленери и открити уроци, подготвят се атракции, свързани с традициите на българите и на унгарците от ХІХ век. Ежегодно в дните около националния празник на Унгария, в къщата гостуват унгарски делегации.

## Национален рецитаторски конкурс
Началото на Националния рецитаторски конкурс „Поезия на дружбата“ се поставя в Шумен през 1969 г., по инициатива на Иван Поповски, директор на Музея на българо-унгарската дружба „Лайош Кошут“. Първият конкурс се провежда през месец март (10 – 13 март 1969 г.), когато са традиционните тържества в града, посветени на българо-унгарската дружба. В подготовката на конкурса се включват Унгарският културен институт – София, Музеят на българо-унгарската дружба „Лайош Кошут“, и Градският съвет по изкуствата и културата в Шумен. Конкурсът е с регионален характер, но се радва на голям интерес, въпреки слабата реклама и малкото унгарска литература, преведена на български език. Желание да участват заявяват над 2000 души и се провеждат допълнителни прослушвания в три основни категории – ученици; студенти; работещи. Заключителният етап се провежда на 20 март 1969 г. в Дома на Народната армия. През април 2016 г. (22 – 24 април 2016 г.) се провежда двадесет и пето издание на конкурса.